# Manchuria Motion Picture Corporation
La Manchuria Motion Picture Corporation (japonés: 満洲映画協会, transliterat: Manshu Eiga Kyokai, literalment: Associació Cinematogràfica del Manchukuo; xinès tradicional: 株式會社滿洲映畫協會), també coneguda com a Man'ei (japonés:満映, xinès simplificat: 滿映, literalment Manying) Fou una societat dedicada a la producció de noticiaris, documentals i pel·lícules, fundada pels japonesos l'agost de 1937 com estudi de cinema oficial de l'estat titella de Manxúria. Tot i que l'estudi naixia amb l'objectiu de promoure la cultura de Manxúria, per a les forces que resistien la invasió japonesa i per als historiadors posteriors, no era res més que un instrument de propaganda de l'imperialisme nipó. Al seu voltant s'ajuntaren persones de diferents nacionalitats i contextos, inclosos esquerrans japonesos que a Manxúria trobaven més llibertat, o treballadors xinesos que treballarien com a espies del Guomindang o el Partit Comunista.
La filmografia es pot classificar en diverses categories: entreteniment o pel·lícules,amb 108 produccions; culturals o documentals, amb 189, o noticiaris en japonès (307), entre d'altres. El 1940 hi treballaven 900 persones i el 1944 eren 1800. A més, entre els idiomes de producció, a banda del xinès mandarí i el japonès, es troba el rus i l'anglès. Eren el major estudi de cinema en Àsia oriental, fet que els permetia rodar fins a sis pel·lícules simultàniament.

## Història

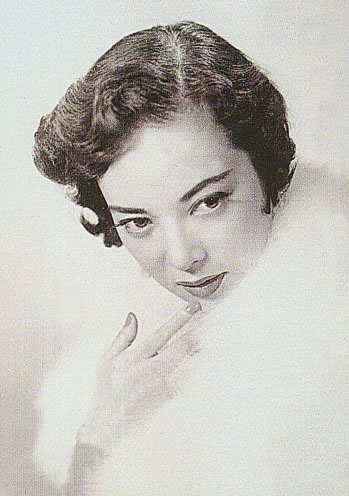
Li Xianglan o Yamaguchi Yoshiko, una de les principals actrius de l'estudi.

El mes d'agost de 1937 neix la Manchuria Motion Picture Corporation per acord del govern de Manxúria i la Societat de Ferrocarrils del Sud de Manxúria, Mantetsu, que disposava d'una divisió dedicada a la producció de documentals des del 1923. Fou la companyia ferroviària la que aportà material del seu departament de fotografia per a la producció de pel·lícules de llargmetratges i directors japonesos experimentats. Els estudis estaven ubicats en una antiga fàbrica tèxtil de llana i les oficines i la direcció estaven situades a l'antic institut d'arquitectura de Jilin. Entre el govern i la Mantetsu, aportaven 5 milions de yuans a la companyia. A partir del 1939, fou dirigida pel militar Masahiko Amakasu, que va estar implicat en l'assassinat de l'anarquista Sakae Ōsugi, i que va viatjar a Europa per conèixer i inspirar-se de la indústria cinematogràfica de l'Alemanya nazi i de la Itàlia feixista. En comparació a la filmografia de Taiwan o Corea, la Manchuria Motion gaudia d'una relativa independència del Japó malgrat ésser el Manxukuo un estat titella. A més, Amakasu va apostar per incrementar la presència de treballadors xinesos en les produccions i per igualar les condicions laborals amb la dels japonesos, a més de realitzar pel·lícules adaptades als gustos del públic local. Per aquestos motius, la companyia tingué una producció important i fou considerada el Hollywood d'Orient.
Va existir una competència entre el cinema realitzat a Manxúria i la producció cinematogràfica de Xangai, que era la preferida del gran públic. Tot i això, i les crítiques de pel·lícules de mala qualitat o l'alt cost de l'estudi, les obres de la Man'ei tingueren bona acollida en tota la Xina i altres territoris controlats pels japonesos. La majoria d'autors eren amateurs formats a l'escola de la companyia. Entre les artistes de les pel·lícules, cal destacar a la japonesa Ri Kouran, el pare de la qual treballava als Ferrocarrils del Sud de Manxúria. I entre les representants xineses, figura Li Ming, qui fou acusada de traïció al final de la Segona Guerra Mundial. Els treballadors de l'estudi publicaven la revista especialitzada Manzhou yinghua, on apareixien totes estes estreles.
Arran de l'entrada de tropes soviètiques a Manxúria el 1945, les activitats de l'estudi varen cessar completament, arribant a desaparèixer pel·lícules. Amb la imminent entrada aliada a Xinjing, Masahiko Amakasu es va suïcidar. La filmografia de la Man'ei va ser abundant i les pel·lícules que s'han pogut recuperar provenen d'arxius soviètics, que van confiscar material divers en el moment de la captura, disputant-se els nacionalistes i comunistes xinesos el control del material restant. Finalment, el partit comunista va aconseguir el seu control, creant-se l'estudi de cinema del Nord-est, que es considera generalment com el predecessor de l'actual Changchun Film Studio.